# Carul
Carul is een bestuurslaag in het regentschap Tegal van de provincie Midden-Java, Indonesië. Carul telt 943 inwoners (volkstelling 2010).